# Informele organisatie
Een informele organisatie is het geheel van relaties, processen, informatie en besluiten dat plaatsvindt buiten de organisatiestructuur van de formele organisatie. De informele organisatie komt op natuurlijke wijze tot stand door persoonlijke sympathieën en antipathieën, tekortkomingen van de organisatiestructuur, gebrek aan capaciteiten bij leidinggevende personen of zelfs afwijzing van de officiële normen of doelstellingen.
Waar men eerder probeerde te komen tot een rationalisatie van organisaties, kwam hierin een omslag door de Hawthorne-experimenten. Bij optimalisatie van organisaties werd daarvoor geen rekening gehouden met mensen, maar uit deze experimenten bleek het grote belang van de informele organisatie voor onder meer de motivatie van de werknemers. 